# Liste der Biografien/Feo
Liste der Biografien |
Portal Biografien |
Personensuche
# |
A |
B |
C |
D |
E |
F |
G |
H |
I |
J |
K |
L |
M |
N |
O |
P |
Q |
R |
S |
T |
U |
V |
W |
X |
Y |
Z |
?
 
Fa |
Fe |
Ff |
Fh |
Fi |
Fj |
Fk |
Fl |
Fm |
Fn |
Fo |
Fr |
Ft |
Fu |
Fy
 
Fea |
Feb |
Fec |
Fed |
Fee |
Fef |
Feg |
Feh |
Fei |
Fej |
Fek |
Fel |
Fem |
Fen |
Feo |
Fer |
Fes |
Fet |
Feu |
Fev |
Few |
Fey |
Fez
Die Liste der Biografien führt alle Personen auf, die in der deutschsprachigen Wikipedia einen Artikel haben. Dieses ist eine Teilliste mit 20 Einträgen von Personen, deren Namen mit den Buchstaben „Feo“ beginnt.

## Feo
- Feo, Carmela de (* 1973), deutsche Musikerin, Sängerin, Schauspielerin und KomödiantinCarmela de Feo (* 1973)

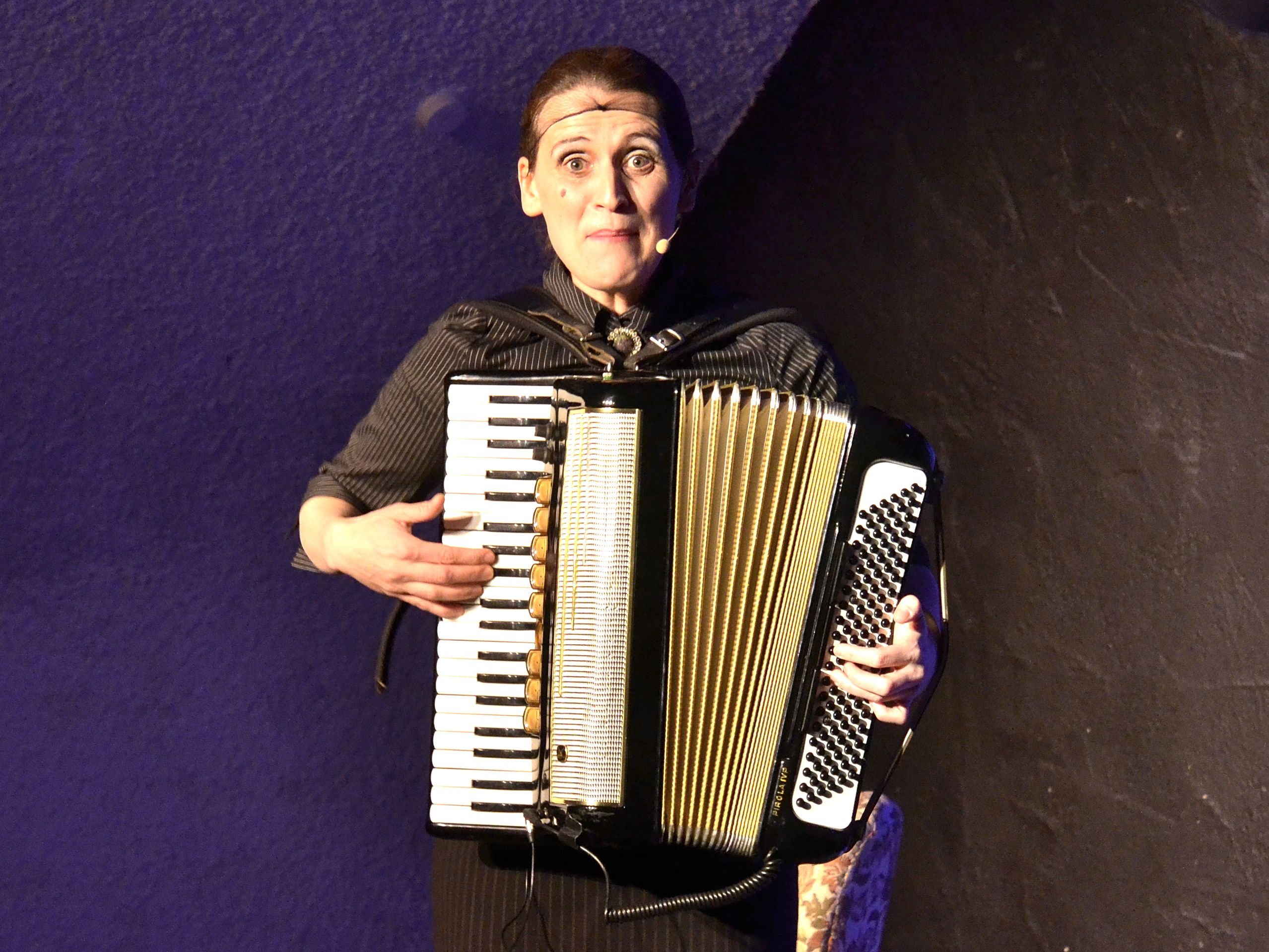
Carmela de Feo (* 1973)

- Feo, Francesco (1691–1761), italienischer Komponist

### Feod
- Feodora Reuß jüngere Linie (1889–1918), Prinzessin aus dem Haus Reuß (jüngere Linie) und durch Heirat Herzogin zu Mecklenburg
- Feodora von Dänemark (1910–1975), dänisches Mitglied der Königsfamilie
- Feodora von Sachsen-Meiningen (1879–1945), Prinzessin Reuß zu Köstritz
- Feodora von Schleswig-Holstein-Sonderburg-Augustenburg (1874–1910), Mitglied der Augustenburger Linie aus dem Hause Oldenburg

### Feof
- Feofanoff, Michael (1873–1919), russischer Übersetzer
- Feofanow, Jewgeni Iwanowitsch (1937–2000), sowjetischer Boxer
- Feofanowa, Swetlana Jewgenjewna (* 1980), russische Stabhochspringerin
- Feofilaktow, Konstantin Matwejewitsch (1818–1901), russischer Geologe und Rektor der Universität Kiew
- Feofilow, Pjotr Petrowitsch (1915–1980), sowjetischer Physiker

### Feok
- Feoktistow, Alexander Fjodorowitsch (* 1948), russischer Schachkomponist und Ingenieur
- Feoktistow, Jegor Nikolajewitsch (* 1993), russischer Volleyballspieler
- Feoktistow, Konstantin Petrowitsch (1926–2009), sowjetischer Kosmonaut
- Feoktistowa, Jekaterina Alexejewna (1915–1987), sowjetische bzw. russische Chemikerin

### Feol
- Feola, Rosa (* 1986), italienische Opernsängerin (Sopran)
- Feola, Vicente (1909–1975), brasilianischer Fußballspieler und -trainer

### Feor
- Feore, Colm (* 1958), US-amerikanisch-kanadischer Schauspieler
- Feore, Donna (* 1963), kanadische Choreografin und Theaterregisseurin

### Feot
- Feoto, Felo (* 1982), tuvaluischer Badminton- und Fußballspieler